# Sucha Huta
Sucha Huta (kaszb. Sëchô Hëta, niem. Trockenhütte) – wieś w Polsce położona w województwie pomorskim, w powiecie gdańskim, w gminie Przywidz przy drodze wojewódzkiej nr 226. Prowadzi tędy Szlak Skarszewski – zielony znakowany szlak turystyczny. Przysiółkiem wsi jest Występa.
W latach 1975–1998 miejscowość administracyjnie należała do województwa gdańskiego.